# Yankee Lake
Yankee Lake é uma vila localizada no estado norte-americano de Ohio, no Condado de Trumbull.

## Demografia
Segundo o censo norte-americano de 2000, a sua população era de 99 habitantes.
Em 2006, foi estimada uma população de 97, um decréscimo de 2 (-2.0%).

## Geografia
De acordo com o United States Census Bureau tem uma área de
1,4 km², dos quais 1,4 km² cobertos por terra e 0,0 km² cobertos por água.

## Localidades na vizinhança
O diagrama seguinte representa as localidades num raio de 8 km ao redor de Yankee Lake.